# فاینال فانتزی ۱۲: بال‌های انتقام
فاینال فانتزی ۱۲: بال‌های انتقام (به انگلیسی: Final Fantasy XII: Revenant Wings) یک بازی ویدئویی در سبک نقش‌آفرینی تاکتیکی بی‌درنگ که توسط تینک اند فیل ساخته شده و بوسیلهٔ شرکت اسکوئر انیکس برای کنسول بازی دستی نینتندو دی‌اس منتشر شده‌است. این بازی در تاریخ ‍۲۶ آوریل ۲۰۰۷ عرضه شد و کارگردان و نویسندگی آن را موتومو توریاما برعهده داشت. این بازی دنباله‌ای بر نسخه فاینال فانتزی ۱۲ به‌شمار می‌رود، که در سال ۲۰۰۶ برای کنسول پلی‌استیشن ۲ عرضه شد.

## بازخورد‌ها
| گردآورنده  | امتیاز |
| ---------- | ------ |
| گیم‌رنکینگز | 80%    |
| متاکریتیک  | 81/100 |

| ناشر                    | امتیاز  |
| ----------------------- | ------- |
| وان‌آپ.کام               | B+      |
| الکترونیک گیمینگ مانثلی | 7.17/10 |
| فامیتسو                 | 32/40   |
| گیم‌اسپات                | 8.5/10  |
| گیم‌زون                  | 8.5/10  |
| آی‌جی‌ان                  | 8.3/10  |
| نینتندو پاور            | 7.5/10  |